# کوجی ساکوپراما
کوجی ساکوپراما (انگلیسی: Koji Sakurama؛ زادهٔ ۱۲ فوریهٔ ۱۹۳۸) کشتی‌گیر اهل ژاپن بود. او در مسابقات بازی‌های المپیک تابستانی ۱۹۶۴ و بازی‌های المپیک تابستانی ۱۹۶۸ حضور داشت.